# Alphonse Oudry
Alphonse Oudry, né à Les Magny (Haute-Saône), le 19 juillet 1819 et mort à Naples le 5 février 1869, est un ingénieur français.

## Biographie
Ancien élève de l'École des Arts et Métiers de Châlons-sur-Marne (Châlons 1832), il est diplômé de l'École polytechnique (X 35) et de l'École nationale des ponts et chaussées.
Il a commencé sa carrière en faisant différentes missions dans les départements comme ingénieur des ponts et chaussées.
Le 17 août 1850, Nicolas Cadiat, ingénieur civil, a demandé à la Société d'encouragement d'accepter un dépôt cacheté déposé à son secrétariat et intitulé Mémoire de M. Alphonse Oudry, ingénieur des ponts et chaussées, à Cahors, sur des perfectionnements dans les ponts suspendus. Le dépôt a été accepté. 
On imprime en 1852 une notice pour le pont suspendu de Castelfranc (Lot), utilisant le système proposé par Cadiat et Oudry.

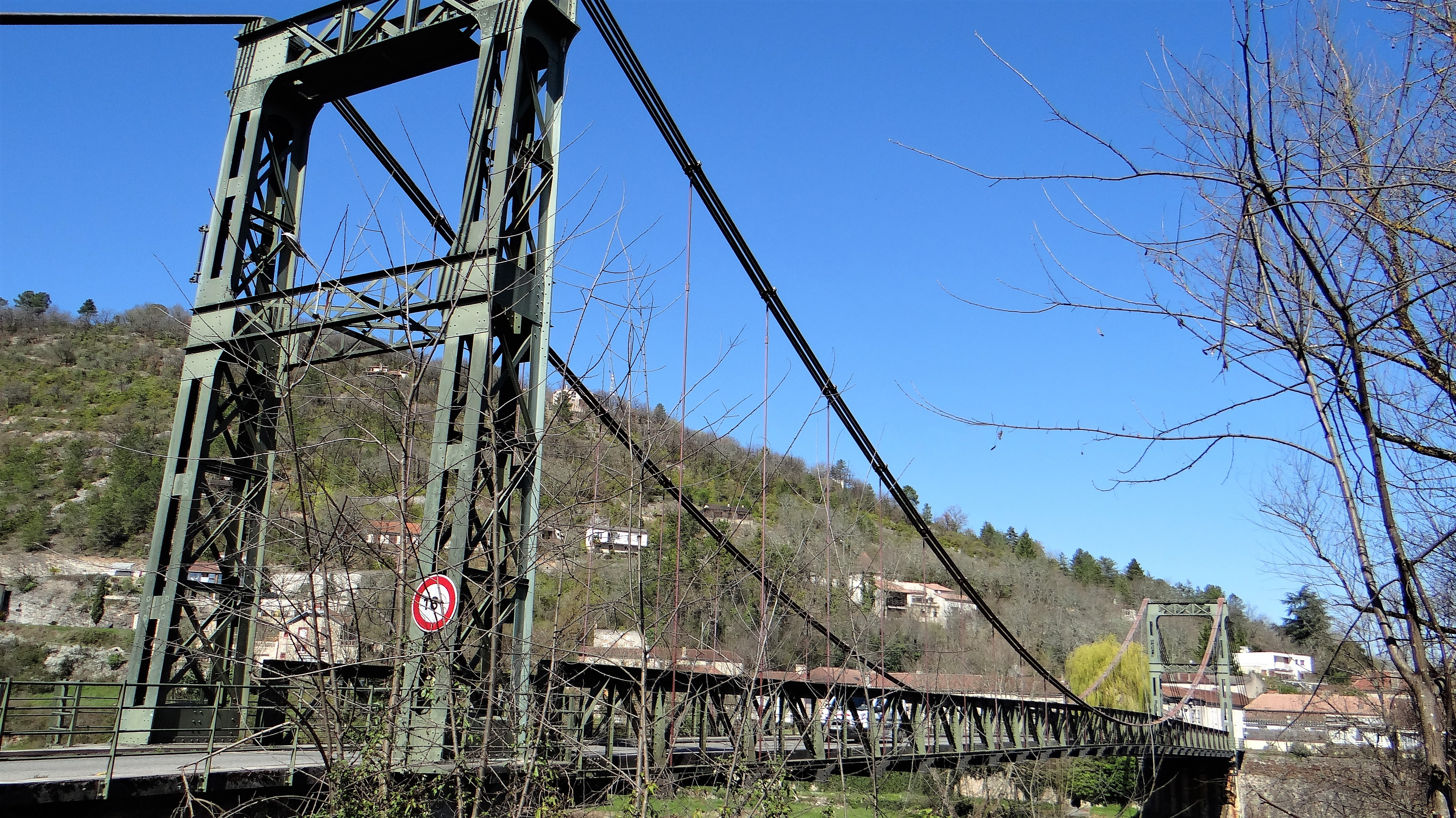
Pont de Castelfranc

En 1850, il propose des plans d'alimentation en eau de Cahors en réutilisant le tracé de l'aqueduc romain. Par manque d'argent, la ville avait dû refuser. Peu après, Oudry propose un autre projet, moins onéreux, en utilisant la résurgence de la fontaine des Chartreux. Il propose de construire une usine élévatoire en utilisant une pompe actionnée par la force du courant du Lot remontant l'eau jusqu'à un grand réservoir de 2 200 m3 situé 50 m au-dessus, et de là, l'eau est redistribuée par des canalisations dont les premiers mètres se trouvent sous le pont Valentré. Le nouveau projet est approuvé en 1851. Il est réalisé par Cadiat et Oudry entre 1852 et 1853. La station de pompage est inaugurée le 22 janvier 1854.
Il fournit à la ville d'Angers un rapport comparant les eaux de la Loire et de la Maine pour la distribution d'eau dans la ville d'Angers, en 1853.
En 1853, il prend un congé de l'administration pour travailler avec les entreprises de construction métallique. Il crée avec Cadiat la compagnie des ponts en fer système Cadiat § Oudry, pour laquelle il va travailler à partir de 1854 avec Félix Moreaux. La société a été ensuite reprise, après la mort de Nicolas Cadiat, en 1856, par la société de Jean-François Cail. Il démissionne du corps des ponts et chaussées en 1861.
Quand Georges Eugène Haussmann a été nommé préfet de la Seine, le 22 juin 1853, il s'est intéressé à l'aménagement de Paris, en particulier au percement de la rue de Rivoli à côté de l'hôtel de ville. Pour franchir la Seine, il n'y avait qu'une passerelle suspendue construite en 1828 dont on pouvait supposer qu'elle allait rapidement devenir incapable d'absorber l'accroissement du trafic. Un projet de nouveau pont d'Arcole est établi par l'administration des ponts et chaussées. Il prévoit un pont en maçonnerie de trois travées pour un coût estimé de 500 000 francs. Alphonse Oudry présente avec Nicolas Cadiat et les établissements J.-F Cail un pont en tôle de fer ne comportant qu'une seule arche de 80 mètres pour un coût de 800 000 francs. Le ministre des Travaux publics, Pierre Magne choisit ce projet malgré son surcoût, « prenant en considération d'une part le très grand avantage que retirerait la navigation d'un pont n'ayant aucun point d'appui dans la rivière, et d'un autre côté l'intérêt au point de vue du progrès de l'art des constructions, l'établissement d'une travée métallique dépassant en portée tout ce qui avait été fait. » Le pont a été renforcé au moment de sa construction, ce qui a entraîné des désordres à la fin de 1888.
À partir de ce succès, Alphonse Oudry va participer à la conception d'autres ponts suivant le même principe, à Chelles, Gournay-sur-Marne, Mary, Marolles, Lagny, avec les établissements Joret qui ont été fondés en 1857 par Henri Joret, et avec Charles-Alfred Oppermann, ingénieur des ponts et chaussées, avec lequel il avait travaillé sur le projet du pont d'Arcole.

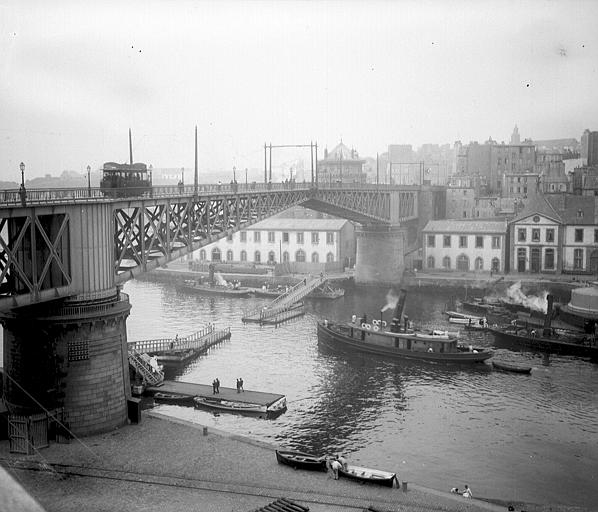
Le pont national en 1900

En 1852, Alphonse Oudry conçoit avec Nicolas Cadiat le premier projet du pont National, un pont tournant pour franchir la Penfeld, petite rivière qui sépare en deux la ville de Brest. Il fallait franchir une distance de 255 mètres. La marine militaire avait posé comme conditions pour accepter ce pont qu'il soit exécuté sans prendre appui provisoire ou fixe dans la rivière et qu'il y ait un passage libre à volonté pour ses navires à voiles. Le tablier a été placé à un niveau suffisamment haut, 20 m au-dessus des quais, pour limiter le nombre d'ouvertures. Alphonse Oudry a proposé un pont tournant à deux volées, chaque volée devant tourner sur une pile en maçonnerie de 10,50 m de diamètre au sommet. La distance entre les deux piles est de 117 m, avec des parties en encorbellement au-dessus de la Penfeld légèrement différentes : 58,57 m pour l'une et 58,75 m sur l'autre, à partir du centre de chaque pile. Pour équilibrer cette partie en encorbellement un contre-poids est prévu sur la travée de rive donnant un poids d'environ 1 100 t pour chaque volée. Les structures métalliques du pont ont été réalisées par Schneider et Cie au Creusot. L'ouvrage a coûté 2 800 000 francs. Le pont a été visité au début de sa construction par Napoléon III, en 1858, il a été livré au public le 21 juin 1861. Il a été détruit pendant la Seconde Guerre mondiale.
En 1861, il a conçu et exécuté un pont sur l'Ardèche, près de Saint-Just-d'Ardèche, pour la route départementale D86. Le pont porte six travées d'environ 50 m d'ouverture. La charpente a été réalisée par Schneider et Cie dans ses usines du Creusot.
En 1863, il réalise un pont sur le Tibre pour servir au prolongement de la ligne de chemin de fer reliant Civitavecchia à la station terminale de Rome construite par des Français pour le compte des chemins de fer romains. Le pont a été visité par le pape fin octobre 1863.
À la même époque, il étudie des ponts métalliques pour franchir le détroit de Messine et le pas de Calais.
Il présenta en 1865 un projet, non retenu, au concours pour les bâtiments de l'Exposition universelle de 1867.
Arrivé à Naples pour organiser un projet qu'il avait obtenu, il y est mort d'une attaque d'apoplexie suivie d'autres accidents plus graves.
Ayant accumulé une brillante fortune, il avait fait construire, peu avant sa mort, un hôtel particulier où il avait regroupé des chefs-d'œuvre de l'art qu'il avait rapportés d'Italie ainsi que des tableaux anciens des écoles espagnole, hollandaise et flamande. Cette collection a été vendue après sa mort à l'hôtel Drouot, les 16 & 17 avril 1869.